# Jeszi Ymmebiet Ali
Jeszi Ymmebiet Ali (ur. ok. 1863, zm. 14 marca 1894) – córka uejzero (później ymmebiet hoj) Uelete Gijorgis i Alego Abby Dżyfariego z Uello.
Była żoną Ras Mekonnyna i matką ostatniego cesarza Etiopii Hajle Syllasjego I. Za Ras Mekonnyna wyszła w 1874, mając 11 lat. Umarła z nieznanych powodów, gdy Hajle Syllasje był jeszcze dzieckiem. Została pochowana na terenie kościoła św. Michała Archanioła w Hararze. Najprawdopodobniej była muzułmanką. Matka i siostra Jeszi opiekowały się przyszłym władcą po jej śmierci.